# Vasilij Tjiginskij
Vasilij Tjiginskij (russisk: Васи́лий Вале́рьевич Чиги́нский) (født 4. juni 1969 i Sankt Petersborg i Sovjetunionen) er en russisk filminstruktør og manuskriptforfatter.

## Filmografi
- Zerkalnyje vojny. Otrazjenie pervoje (Зеркальные Войны: Отражение Первое, 2005)[1][2]